# Batarà pissarrós occidental
El batarà pissarrós occidental (Thamnophilus atrinucha) és una espècie d'ocell de la família dels tamnofílids (Thamnophilidae).

## Hàbitat i distribució
Habita el sotabosc de la selva humida, sabana, vegetació secundària i matolls de les terres baixes fins als 1500 m, des de Belize i Guatemala oriental i cap al sud, al vessant del Carib fins Costa Rica, Panamà, oest de Colòmbia i oest d'Equador.